# Jagoda Premužić
Jagoda Premužić (Makarska, 28. rujna 1954.), hrvatska pravnica, državna dužnosnica i dugogodišnja tajnica Vlade Republike Hrvatske.  
Na dužnost tajnice Vlade imenovana je u pet mandata, 3. ožujka 1994., 16. studenog 1995., 5. veljače 2000., 30. srpnja 2002. godine i 5. siječnja 2004. godine. Promijenila je petero predsjednika vlade – Nikicu Valentića, Zlatka Matešu, Ivicu Račana, Ivu Sanadera i Jadranku Kosor. Dužnosti je razriješena 7. prosinca 2011.